# Antoine Brutus Menier
Pour les articles homonymes, voir Menier.
 (août 2017).
Si vous disposez d'ouvrages ou d'articles de référence ou si vous connaissez des sites web de qualité traitant du thème abordé ici, merci de compléter l'article en donnant les références utiles à sa vérifiabilité et en les liant à la section « Notes et références ».
Jean Antoine Brutus Menier (Bourgueil, 17 mai 1795-Passy, 19 décembre 1853) est un industriel français, pharmacien diplômé à 44 ans, membre de la famille de chocolatiers Menier et fondateur de l'entreprise du même nom en 1816.

## Biographie

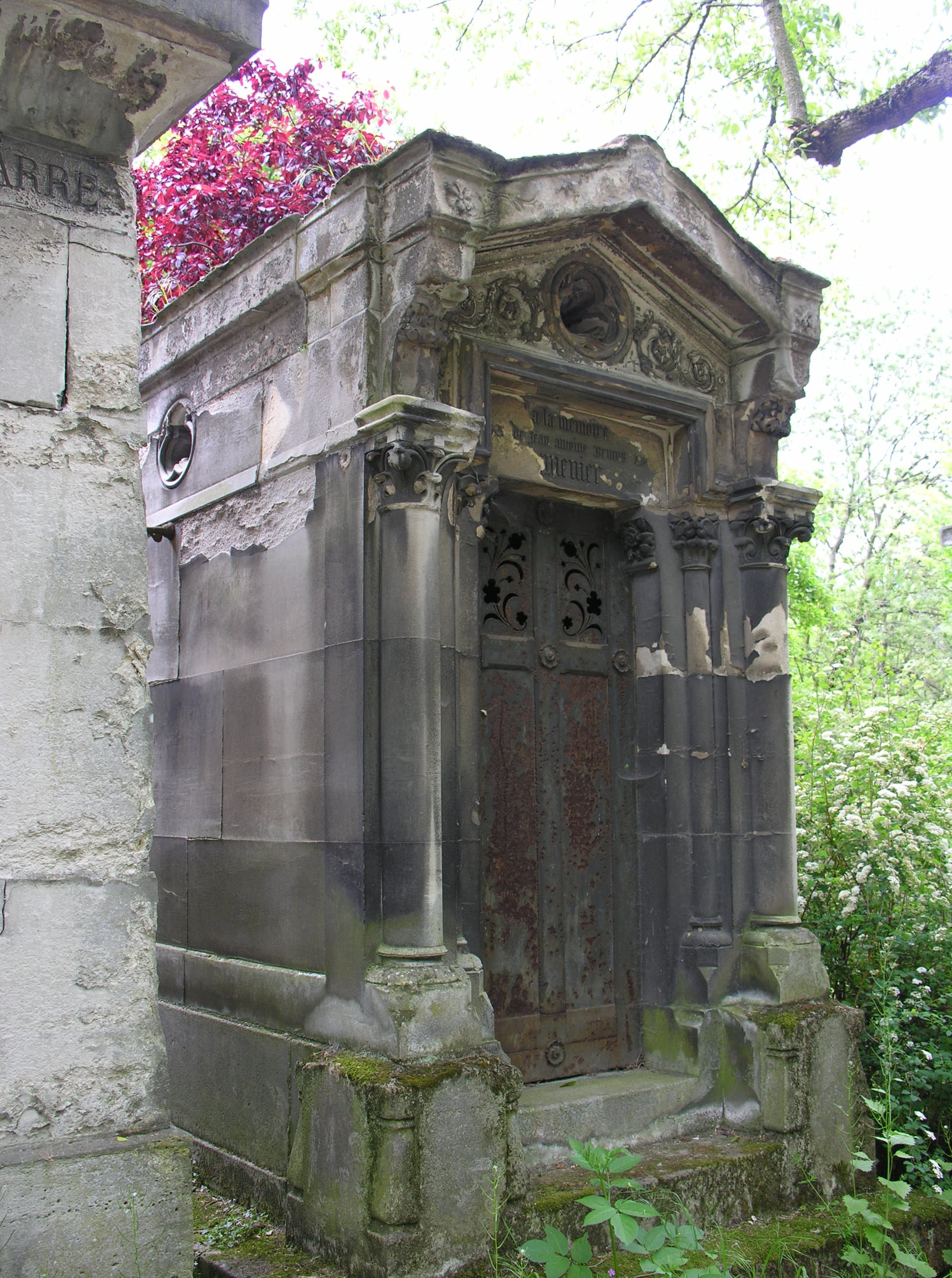
Sépulture au cimetière du Père-Lachaise.

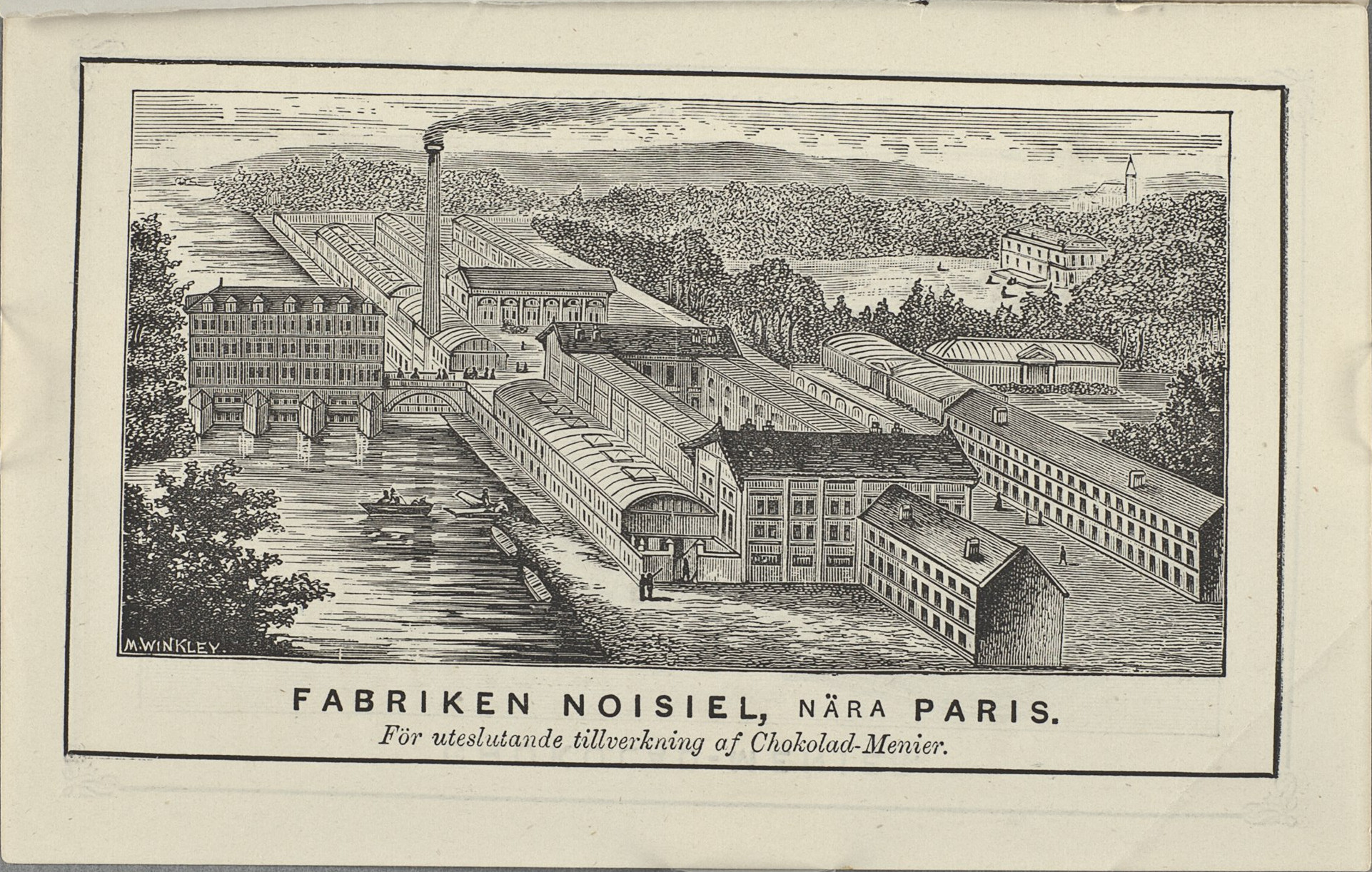
L'usine à Noisiel (illustration provenant d'une publication suédoise dans les années 1880 ou 1890).

Sa scolarité s’effectue à l’école secondaire de La Flèche, dans la Sarthe, qui vient tout juste d’être transformée en prytanée militaire en 1808. Le pharmacien Louis Meignan l’accueille et l’initie aux préparations pharmaceutiques, domaine dans lequel la plupart des chocolatiers de l’époque font leurs premières armes.
Après un passage par l’hôpital militaire du Val-de-Grâce, puis une commission de pharmaciens des hôpitaux de la 24e division militaire, il est nommé au camp de Meaux, puis au service de Santé dans Paris, avant d'être rappelé au Val-de-Grâce, et finalement être démobilisé le 21 août 1814.
Après sa démobilisation, il fonda, en 1816, l’entreprise chocolatière Menier dans le quartier du Marais à Paris (rue Sainte-Croix-de-la-Bretonnerie). Vendant, à l’origine, des produits pharmaceutiques, il mit en vente des médicaments à base de chocolat, ce dernier servant à masquer l'amertume des pastilles.
Pour broyer la fève de cacao, il utilisa d'abord un moulin à bras, puis des manèges à chevaux, pour avoir enfin recours à l’énergie hydraulique. Il loue pour une durée de 15 ans l'ancien moulin à eau seigneurial du village de Noisiel, qui ne compte alors qu'à peine plus d’une centaine d’habitants, ainsi que le terrain environnant d’environ 3 hectares. Il fait transformer le moulin pour les besoins de son entreprise et finit par l'acquérir au terme de son contrat de location.
Il crée, en 1836, en France le concept de la tablette de chocolat (plaquette composée de six barres semi-cylindriques enveloppées de papier jaune) que développe en 1847 en Angleterre Francis Fry qui crée la véritable plaquette de chocolat, telle que nous la connaissons aujourd'hui.
Industriel doué, il est aussi commerçant talentueux : il commence à lancer des campagnes de publicité pour son chocolat, mais ce sont ses successeurs qui porteront la marque à un niveau européen.
L’époque est favorable aux innovations et aux créations d’entreprise, car en 1826, à Serrières, Philippe Suchard crée la première fabrique de chocolat de Suisse, puis en 1828 le Hollandais Coenraad Johannes van Houten crée le chocolat en poudre, tandis qu’en 1830, le Suisse Charles-Amédée Kohler invente le chocolat aux noisettes.
Nommé chevalier de la Légion d'honneur et reçu dans l'ordre en juin 1853, il meurt à l'âge de 58 ans ; son fils et pharmacien Émile-Justin Menier lui succède. Antoine Brutus Menier est inhumé au cimetière du Père-Lachaise (36e division).

## Pour approfondir